# Ниспель, Маркус
Ма́ркус Ни́спель (нем. Marcus Nispel; род. 1963) — американский режиссёр и клипмейкер немецкого происхождения.

## Биография
Родился в 1964 году во Франкфурте, ФРГ. Больше всего известен его фильм ужасов «Техасская резня бензопилой».
В молодости Маркус Ниспель работал арт-директором во франкфуртском отделении рекламного агентства Young&Rubicam. Однако в 1984 году он решил, что его карьера лучше сложится в Новом Свете, и уехал в США, где основал свою собственную рекламную компанию.
К настоящему моменту Ниспель больше всего известен как автор многочисленных рекламных роликов (для таких компаний, как Coca-Cola, Kodak, Marlboro, Nike, Panasonic) и музыкальных клипов.

## Клипография
Клипография Маркуса Ниспеля довольно обширна.
Он снимал клипы для таких известных исполнителей, как
- Шер,
- Джордж Майкл,
- Элтон Джон,
- Нина Хаген,
- Милен Фармер,
- Spice Girls,
- Faith No More,
- No Doubt.

Свои клипы Ниспель, как правило, снимает в стиле рекламных роликов, а иногда и с прямой отсылкой к теме рекламы (например, клип «Killer/Papa was a Rolling Stone» Джорджа Майкла).

## Фильмография
В 2003 году состоялся кинематографический дебют Ниспеля.
Под патронажем Майкла Бэя Ниспель снял ремейк классического хоррор-фильма 1974 года «Техасская резня бензопилой».
Фильм, рассказывающий о том, как компания приятелей-студентов, проезжая через небольшой городок в Техасе, внезапно обнаруживают, что весь город населен психопатами-каннибалами, среди которых главный — двухметровый маньяк, носящий на лице маску из человеческой кожи и обожающий резать своих жертв бензопилой, пришелся по душе зрителям и критикам.
- 2003 — Техасская резня бензопилой / The Texas Chainsaw Massacre
- 2004 — Новый Франкенштейн / Frankenstein
- 2007 — Следопыт / Pathfinder
- 2009 — Пятница, 13-е / Friday the 13th
- 2011 — Конан-варвар / Conan the Barbarian
- 2015 — Реверс 666 / Exeter